# The Book of Mormon
The Book of Mormon è un musical satirico originale con libretto, musica e testi di Trey Parker, Robert Lopez e Matt Stone . Meglio noti per la serie televisiva satirica South Park, Parker e Stone hanno collaborato alla composizione della colonna sonora con Lopez, che aveva collaborato alle orchestrazioni e alla stesura di Avenue Q. La storia è una satira religiosa, volta a scherzare sulle organizzazioni ecclesiastiche, ma anche sulle strutture dello stesso teatro musicale, e mostra l'interesse degli autori verso il mormonismo e il musical.
The Book of Mormon racconta la storia di due giovani missionari mormoni inviati in un remoto villaggio nel Nord dell'Uganda, dove un brutale signore della guerra minaccia le popolazioni locali. Ingenui e ottimisti, i due provano a diffondere l'insegnamento del Libro di Mormon, ma hanno serie difficoltà ad integrarsi con la popolazione locale, troppo spaventata dalla fame, dalla miseria e dall'AIDS.
Dopo quasi sette anni di lavoro, il musical approda a Broadway nel marzo 2011. The Book of Mormon ha ricevuto recensioni molto positive ed importanti riconoscimenti teatrali, tra i quali nove Tony Award, uno dei quali al miglior musical. L'incisione discografica della colonna sonora del musical cantata dal cast originale è stata pubblicata nel marzo 2011 ed è diventato uno dei più grandi successi discografici nella storia di Broadway degli ultimi quarant'anni, arrivando al terzo posto nelle classifiche Billboard.

## Trama

### Atto I
Alla Chiesa di Gesù Cristo dei santi degli ultimi giorni di Provo un giovane missionario, Kevin Price, istruisce un gruppo di altri mormoni su come convertire porta a porta la persone al mormonismo (Hello). Uno dei missionari, Arnold Cunningham, è un giovanotto sovrappeso e ingenuo che continua a provare a convertire persone, ma evidentemente è senza speranza. Price, invece, crede che se riuscirà a convertire abbastanza persone, i suoi superiori lo manderanno ad Orlando, per la sua missione della durata di due anni. Le sue speranze vengono deluse e lui e Cunningham vengono mandati insieme in Uganda (Two By Two). Dopo aver salutato le proprie famiglie, i due giovani di buone speranze partono dall'aeroporto di Salt Lake City. Price è certo di essere destinato a qualcosa di grande, mentre Cunningham è felice di avere un nuovo miglior amico, un ragazzo conosciuto solo il giorno prima (You And Me (But Mostly Me)).
Appena arrivati nell'Uganda del Nord, i due vengono derubati da due soldati locali al soldo di un brutale signore della guerra, il generale Butt Fucking Naked (riferimento al reale generale liberiano Joshua Milton Blahyi, noto con il nome di generale Butt Naked a causa della sua abitudine di combattere nudo). Mafala Hatimbi e altri abitanti conducono i due missionari al villaggio, dove li introducono nel loro mondo di carestia, fame, povertà ed AIDS. Gli abitanti del villaggio, per allontanare la malasorte ripetono di continuo la formula “Hasa Diga Eebowai”, spesso cantandola. I due missionari cantano con loro, per poi scoprire che la frase significa “Fottiti, Dio!” (Hasa Diga Eebowai). Gli abitanti, quindi, bestemmiano continuamente per rallegrarsi.
In seguito Nabulungi, la figlia di Mafala, porta i due missionari al loro quartier generale, dove incontrano gli altri mormoni che operano in quella zona, incapaci di convertire le popolazioni autoctone. Elder McKinley, capo dei mormoni, spiega a Price e a Cunningham che, per sopravvivere in mezzo a tanti miscredenti, l'unica soluzione è non mostrare i propri sentimenti (McKinley lo fa in tutti i sensi: è un omosessuale represso) e far finta che nulla di brutto accada, spegnendo la propria emotività come una lampadina (Turn It Off). Anche gli altri mormoni concordano con McKinley e non mostrano mai i propri sentimenti. Price è pieno di dubbi e ansie, ma Cunningham lo rassicura e gli dice che riuscirà a convertire i nativi (I Am Here for You).
Price è certo di riuscire dove gli altri mormoni hanno fallito, così si mette alacremente all'opera e racconta ai nativi la storia e i principi del mormonismo con una celebrazione del profeta Joseph Smith (All-American Prophet). I nativi non trovano interessanti le questioni religiose e ignorano Price, ritenendolo arrogante e fastidioso. Poco dopo l'esibizione di Price arriva il generale General Butt-Fucking-Naked, che pretende che tutte le donne del villaggio siano circoncise entro la fine della settimana; ciò scatena la rabbia dei nativi. Il generale, per soffocare le proteste, elimina un paesano. Nabulungi, tornata sana e salva a casa, spinta dai discorsi di Price sul Paradiso, sogna una vita migliore nel paese d'origine dei missionari bianchi (Sal Tlay Ka Siti).
Al quartier generale dei mormoni, Elder McKinley è in preda ad una crisi di panico, dopo aver ricevuto un messaggio del Presidente di missione che esige di essere informato su tutti i progressi compiuti. La verità è che la situazione è disastrosa e che anche Price e Cunningham hanno fallito, annientando tutte le speranze di Elder McKinley. Price, scioccato per aver assistito all'esecuzione di un uomo, decide di lasciar perdere la missione e di chiedere il trasferimento ad Orlando. Cunningham, sempre fedele, gli promette di seguirlo ovunque (I Am Here For You (Reprise)). Tuttavia Price, stanco dal comportamento infantile del ragazzo, decide di scaricarlo come compagno di missione. Cunningham, solo e disperato, cerca di farsi coraggio, ma i suoi pensieri vengono bruscamente interrotti dall'arrivo di Nabulungi, desiderosa di apprendere maggiori informazioni sul Libro di Mormon (Man Up).

### Atto II
Cunningham tuttavia, non conosce veramente il Libro di Mormon, così infarcisce il suo insegnamento con nozioni estrapolate da romanzi fantasy e film di fantascienza (Making Things Up Again). I nativi vedono nelle storie inventate da Cunningham dei riferimenti alle proprie vicissitudini legate ai problemi dell'Uganda. Cunningham si sente in colpa per aver raccontato frottole agli ugandesi, ma poi razionalizza: se queste storie hanno fatto loro bene non possono essere sbagliate. Mentre Price si prepara a lasciare il villaggio ripensa a un episodio della sua infanzia, quando rubò una merendina dalla cucina e diede la colpa al fratello con il fratello Jack che venne punito al posto suo. Da questo ricordo scaturiscono i terribili incubi fatti da bambino sull'Inferno e scopre con orrore di viverli nuovamente (Spooky Mormon Hell Dream).
Svegliatosi dall'incubo, Price si accorge di aver sbagliato ad abbandonare la missione. Mentre Cunningham annuncia l'arrivo di dieci nuovi collaboratori, Price afferma di voler restare nella missione, ma l'altro mormone è troppo ferito per ascoltarlo. Price, desideroso di mostrarsi pentito e memore del motivo della missione, affronta il Generale per tentare di convertirlo con il Libro di Mormon (I Believe).
Gli ugandesi, stupiti dal coraggio del missionario, decidono di battezzarsi in massa e di convertirsi al mormonismo. Nabulungi e Cunningham condividono un momento molto intimo, in cui la ragazza gli chiede di battezzarlo (Baptize Me). I mormoni festeggiano la fede ritrovata e l'affinità che sentono con gli ugandesi (I Am Africa). Però, Price non è riuscito a convertire il Generale, e ora affoga il proprio dispiacere in numerose tazze di caffè in un bar di Kitguli, dove infine Cunningham riesce a trovarlo. Cunningham gli spiega che loro due dovranno comportarsi da veri missionari, visto che il Presidente di Missione ha intenzione di venirli a trovare per congratularsi personalmente con loro dei successi ottenuti. Quando l'amico lo lascia, Price riflette amaramente su tutte le promesse fattegli dalla Chiesa, dalla vita e dalla famiglia che non sono mai state mantenute (Orlando).
La sera stessa Price e Cunningham vengono nominati migliori missionari d'Africa e gli Ugandesi raccontano al Presidente di Missione la storia di Joseph Smith (Joseph Smith American Moses), smascherando così tutte le invenzioni e le digressioni fantastiche aggiunte da Cunningham rispetto al Libro di Mormon. Il Presidente di missione manda al quartier generale i missionari e, furioso, dice a Nabulungi e agli altri ugandesi di non essere veri mormoni. Cunningham è depresso e si sente un fallito per aver raccontato tante bugie e aver ingannato gli ugandesi, sentendosi inoltre tradito dalla Chiesa. Price, tuttavia, si riappacifica con Cunningham, capendo che l'amico ha avuto ragione fino al primo momento: non è la conoscenza delle Sacre Scritture il vero valore della religione, bensì è il saper aiutare le persone in difficoltà (You And Me (But Mostly Me) (Reprise)).
Nabulungi, credendo che Cunningham l'abbia voluta ingannare, racconta agli abitanti del villaggio che il missionario è stato divorato dai leoni, ma scopre che i suoi connazionali avevano compreso che Cunningham parlava per metafore per far meglio capire a loro il significato del Libro di Mormon. Proprio mentre il Generale sta per attaccare il villaggio, tornano Price e Cunningham accolti benevolmente dagli abitanti e i due, speculando sul fatto che Cunningham sia risorto e inventando altri corollari alla loro dottrina, riescono a far fuggire il Generale. I missionari, riuniti con gli ugandesi, sono pronti a lavorare con fede e carità per salvare l'Africa e renderla un vero e proprio Paradiso in Terra (Tomorrow Is a Latter Day).

## Numeri musicali
- "Hello" – Price, Cunningham e mormoni
- "Two by Two" – Price, Cunningham e mormoni
- "You and Me (But Mostly Me)" – Price e Cunningham
- "Hasa Diga Eebowai" – Mafala, Price, Cunningham e ugandesi
- "Turn It Off" – McKinley e missionari
- "I Am Here for You" – Price e Cunningham
- "All American Prophet" – Price, Cunningham, Joseph Smith, Mormoni e la compagnia
- "Sal Tlay Ka Siti" – Nabulungi
- "I Am Here for You" (Reprise)† – Cunningham
- "Man Up" – Cunningham, Nabulungi, Price e compagnia

- "Making Things Up Again" – Cunningham, padre di Cunningham, Joseph Smith, Mormoni, Moroni, Hobbit e ugandesi
- "Spooky Mormon Hell Dream" – Price e compagnia
- "I Believe" – Price
- "Baptize Me" – Cunningham e Nabulungi
- "I Am Africa" – McKinley e missionari
- "Orlando"† – Price
- "Joseph Smith American Moses" – Nabulungi, Mafala e ugandesi
- "Hasa Diga Eebowai" (Reprise)† - Nabulungi
- "You and Me (But Mostly Me)" (Reprise)† – Price e Cunningham
- "Tomorrow Is a Latter Day" – Price, Cunningham, McKinley, Nabulungi e compagnia
- "Hello" (Reprise)†† – Compagnia

Note
†Non presente nell'incisione discografica
††Presente come una parte di "Tomorrow Is a Latter Day" nell'incisione discografica.

## Personaggi e cast
| Personaggio                 | Registro vocale   | Descrizione | Originale di Broadway |
| --------------------------- | ----------------- | --- | --------------------- |
| Kevin Price                 | Tenore            | Giovane missionario mormone spedito in Uganda, nonostante lui volesse andare ad Orlando                                                      | Andrew Rannells       |
| Arnold Cunningham           | Tenore            | Un altro missionario mandato in Uganda. Spesso arricchisce i propri insegnamenti con riferimenti a Guerre stellari o al Signore degli Anelli | Josh Gad              |
| Nabulungi                   | Mezzosoprano      | Figlia di Mafala Hatimbi, sogna di trasferirsi a Salt Lake City                                                                              | Nikki M. James        |
| Elder McKinley              | Tenore            | Uno degli anziani che hanno mandato i due protagonista in Uganda; è un gay represso                                                          | Rory O'Malley         |
| Mafala Hatimbi              | Baritono          | Membro della tribù ugandese in cui finiscono Price e Cunningham; è il padre di Nabulungi                                                     | Michael Potts         |
| Generale Butt-Fucking Naked | Basso-baritono    | Dispotico signore della guerra che tiranneggia sul villaggio in cui sono stati inviati Price e Cunningham                                    | Brian Tyree Henry     |
| Thomas Monson               | Ruolo non cantato | Presidente di Missione | Lewis Cleale          |

## Produzioni

### Broadway
The Book of Mormon ha aperto all'Eugene O'Neill Theatre di Broadway il 24 marzo 2011, dopo un mese di anteprime. La produzione è coreografata da Casey Nicholaw e diretta da Nicholaw e Parker. Le scenografie sono di Scott Pask, i costumi di Ann Roth, le luci di Brian MacDevitt. Le orchestrazioni sono di Larry Hochman e ha collaborato come vocal coach Stephen Oremus. Nel cast originale figuravano Andrew Rannells nel ruolo di Price e Josh Gad come Cunningham. Altri sostituti nel ruolo di Price sono stati Gavin Creel e Matt Doyle.

### Primo tour statunitense
Il primo tour statunitense di The Book of Mormon è partito il 14 agosto 2012 al Denver Center for the Performing Arts di Denver, Colorado, per poi replicare al Pantages Theatre di Los Angeles dal 5 settembre per i successivi tre mesi. Il tour, inizialmente, doveva partire in dicembre, ma è poi stato anticipato di quattro mesi. Gavin Creel e Jared Gertner (Cunningham) hanno interpretato i loro ruoli fino alla fine di dicembre, quando sono stati sostituiti dagli attori del West End Mark Evans e Christopher John O'Neill dando loro la possibilità di iniziare le prove per gli spettacoli del Regno Unito.

### Chicago
Una seconda produzione, differente e separata dal tour nazionale, ha debuttato al Bank of America Theatre di Chicago il primo dicembre 2012 e sarebbe dovuta essere la prima produzione in pianta stabile negli Stati Uniti dopo quella di Broadway. È stata invece chiusa il 6 ottobre 2013, e l'esperienza è proseguita come secondo tour nazionale statunitense.

### West End
La produttrice Sonia Friedman ha annunciato una possibile produzione del musical nel West End di Londra nel 2012. Nel gennaio 2012 l'allestimento della produzione è stato posticipato, a causa del fatto che Parker e Stone stavano lavorando alla quindicesima stagione di South Park. Il musical ha infine debuttato il 25 febbraio 2013 al Prince of Wales Theatre di Londra.

### Secondo tour statunitense
A seguito della chiusura dell'allestimento di Chicago, la stessa produzione è attualmente in tour negli USA.

## Riconoscimenti
Drama Desk Award
- Miglior musical
- Miglior libretto di un musical a Trey Parker, Robert Lopez e Matt Stone
- Migliore colonna sonora originale a Trey Parker, Robert Lopez e Matt Stone
- Miglior regia di un musical a Casey Nicholaw e Trey Parker
- Migliori orchestrazioni a Larry Hochman e Stephen Oremus
- Migliori scenografie a Scott Pask
- Candidato alla miglior sceneggiatura a Trey Parker, Robert Lopez e Matt Stone
- Candidato al miglior attore protagonista in un musical a Andrew Rannells
- Candidato al miglior attore non protagonista in un musical a Rory O'Malley
- Candidato alla miglior attrice non protagonista in un musical a Nikki M. James
- Candidato alla miglior coreografia a Casey Nicholaw
- Candidato ai migliori costumi in un musical a Ann Roth
- Candidato al miglior sonoro a Brian Ronan

Drama League Award
- Miglior musical
- Candidato al miglior attore a Josh Gad
- Candidato al miglior attore a Andrew Rannells

New York Drama Critics' Circle Award
- Miglior musical

Outer Critics Circle Award
- Miglior musical di Broadway
- Migliore colonna sonora originale a Trey Parker, Robert Lopez e Matt Stone
- Miglior regia di un musical a Casey Nicholaw e Trey Parker
- Miglior attore protagonista in un musical a Josh Gad
- Candidato alla miglior coreografia a Casey Nicholaw
- Candidato alla miglior attrice non protagonista in un musical a Nikki M. James

Tony Award
- Miglior musical
- Miglior libretto di un musical a Trey Parker, Robert Lopez e Matt Stone
- Migliore colonna sonora originale a Trey Parker, Robert Lopez e Matt Stone
- Miglior attrice non protagonista in un musical a Nikki M. James
- Miglior regia di un musical a Casey Nicholaw e Trey Parker
- Migliori orchestrazioni a Larry Hochman e Stephen Oremus
- Migliori scenografie a Scott Pask
- Migliori luci a Brian MacDevitt
- Miglior sonoro a Brian Ronan
- Candidato al miglior attore protagonista in un musical a Josh Gad
- Candidato al miglior attore protagonista in un musical a Andrew Rannells
- Candidato al miglior attore non protagonista in un musical a Rory O'Malley
- Candidato alla miglior coreografia a Casey Nicholaw
- Candidato ai migliori costumi in un musical a Ann Roth

Grammy Award
- Miglior album di un musical

## Temi e riferimenti
The Book of Mormon presenta temi esplicitamente religiosi, come la fede ed il dubbio. Nonostante la chiesa mormone venga palesemente messa in ridicolo, il musical infonde un messaggio di ottimismo e speranza, oltre all'insegnamento che la religione non va presa alla lettera, ma vista come una strada per condurre al meglio la propria esistenza. Matt Stone, uno dei creatori del musical, ha descritto The Book of Mormon come una "lettera d'amore alla religione da parte di un ateo."
Le canzoni sono in classico stile Broadway e il critico Frank Rich ha trovato somiglianze tra canzoni del musical con quelle di altri spettacoli musicali. Ad esempio, I Believe si ispira alla canzone Climb Ev'ry Mountain di The Sound of Music, Hello! a The Telephone Hour di Bye Bye Birdie, Turn It Off a I'll Never Be Jealous Again da The Pajama Game e la ripresa di Orlando ricorda Tomorrow dal musical Annie. Altre parodie sono presenti in You And Me (But Mostly Me) simile a Defying Gravity di Wicked, mentre Sal Tiay Ka Siti si riferisce alle ballad di Alan Menken Somewhere That's Green e Part of Your World.